# Cantó de Marsella Masargas
El cantó de Marsella Masargas és un cantó francès del departament de les Boques del Roine, situat al districte de Marsella. És format per part del municipi de Marsella.

## Municipis
Aplega tot o part dels següents barris de Marsella:
- Masargas
- Le Redon
- Les Baumettes
- Vaufrèges
- Le Cabot
- Sormiou
- Carpiagne
- La Gineste
- Luminy
- La Cayolle
- La Soude
- La Cravache

| Data d'elecció                           | Identitat     | Partit | Qualitat |
| ---------------------------------------- | ------------- | ------ | -------- |
| 2004-                                    | Didier Réault | UMP    |          |
| les dades anteriors no són pas conegudes |               |        |          |